# Плезант-Маунд (тауншип, Миннесота)
Плезант-Маунд (англ. Pleasant Mound) — тауншип в округе Блу-Эрт, Миннесота, США. На 2000 год его население составило 235 человек.

## География
По данным Бюро переписи населения США площадь тауншипа составляет 93,2 км², из которых 93,2 км² занимает суша, водоёмов нет.

## Демография
По данным переписи населения 2000 года здесь находились 235 человек, 96 домохозяйств и 74 семьи.  Плотность населения —  2,5 чел./км².  На территории тауншипа расположено 108 построек со средней плотностью 1,2 построек на один квадратный километр. Расовый состав населения: 100,00 % белых.
Из 96 домохозяйств в 31,3 % воспитывались дети до 18 лет, в 69,8 % проживали супружеские пары, в 2,1 % проживали незамужние женщины и в 22,9 % домохозяйств проживали несемейные люди. 22,9 % домохозяйств состояли из одного человека, при том 9,4 % из — одиноких пожилых людей старше 65 лет. Средний размер домохозяйства — 2,45, а семьи — 2,84 человека.
24,7 % населения младше 18 лет, 6,0 % в возрасте от 18 до 24 лет, 26,4 % от 25 до 44, 24,3 % от 45 до 64 и 18,7 % старше 65 лет. Средний возраст — 42 года. На каждые 100 женщин приходилось 109,8 мужчин.  На каждые 100 женщин старше 18 приходилось 118,5 мужчин.
Средний годовой доход домохозяйства составлял 30 000 долларов, а средний годовой доход семьи —  36 250 долларов. Средний доход мужчин —  26 111  долларов, в то время как у женщин — 19 063. Доход на душу населения составил 13 614 долларов. За чертой бедности находились 11,3 % семей и 17,9 % всего населения тауншипа, из которых 33,7 % младше 18 лет.